# Korthalsia brassii
Korthalsia brassii är en enhjärtbladig växtart som beskrevs av Karl Ewald Maximilian Burret. Korthalsia brassii ingår i släktet Korthalsia och familjen Arecaceae. Inga underarter finns listade i Catalogue of Life.